# Poitiers-i csata (732)
A poitiers-i csata (nevezik néha tours-i csatának is) 732. október 10-én zajlott a Martell Károly vezette frank csapatok és a Galliába Andalúziából betört mór seregek között.
A százéves háború során, 1356-ban egy másik csata is volt itt, amelyet szintén így hívnak, ám az délebbre történt.

## Helyszíne
Poitiers Gallia, a mai Franciaország közepén helyezkedik el, Tours-tól kb. 100 km-re délnyugatra. A csata egész pontosan Montgame falu közelében lévő Moussais la Bataille nevű tanya helyén volt. Montgame falutól északnyugatra egy emlékhelyet létesítettek, amely a csatamezőre néz.

## Története

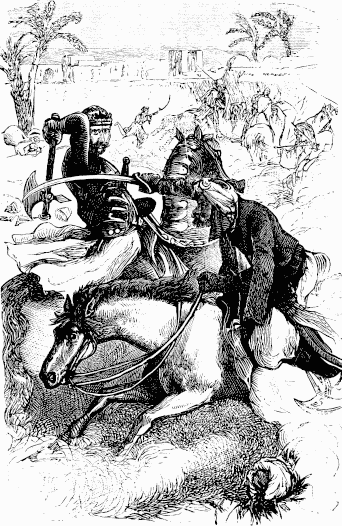
A poitiers-i csata (732)

A csata az európai források szerint egy napig, az arab krónikák szerint két napig tartott. Azt követően került rá sor, hogy a mór seregek végigdúlták egész Dél-Galliát, kirabolták a templomokat, az útjukba került városokat. Egyes krónikák szerint fő céljuk a mesésen gazdag kincseket rejtő tours-i székesegyház kirablása volt, a korabeli Frank Birodalom egyik legfontosabb városának és egyházi központjának, püspöki székhelyének bevételét követően. A csatára a felek mintegy hatnapos szembenállását követően került sor, mivel mindkét fél kivárt. Ez alatt csak kisebb csetepatékra került sor. A várakozás a frank csapatoknak kedvezett, mert jobb volt az ellátásuk, s öltözetük is jobban védett a hideg időhöz nem szokott, a spanyolföldi Andalúziából érkezett mórokénál. A csatát végül az indította el, hogy elkezdődött a ramadán.
A támadást a mór lándzsás lovasság kezdte, mely a falanxba szervezett, a főerőt képviselő frank gyalogos csapatokat támadta meg. Az arab források szerint a heves lovassági támadást a gyalogság igen nagy fegyelmezettséggel fogadta, s zárt alakzatát a támadás csak részben tudta megbontani. Ez meglepte a mórokat, akik a megújuló támadásokban egyre nagyobb veszteségeket szenvedtek. A csata egész nap hevesen folyt. Döntő momentumként jegyezték fel a krónikások, hogy a mórok visszavonulásba kezdtek táborukba, mert megtudták, hogy I. Odo aquitániai herceg baszk–akvitán csapatai betörtek táborukba, felgyújtották szekereiket, és már a Bordeaux-ban szerzett kincseiket fenyegetik. A visszavonulást az andalúziai emír Abd al-Rahman ibn Abd Allah al-Gafiqi kétségbeesetten próbálta megakadályozni, de bekerítették és elesett. Mindkét fél visszatért a táborába, és a frankok felkészültek a másnapi folytatásra. Erre azonban már nem került sor, mert a mórok súlyos veszteségeik és vezérük eleste miatt az éjjel, felszerelésüket hátrahagyva elhagyták táborukat. A frankok másnap csapdát sejtve nem mertek támadni, és csak a felderítők jelentésének megerősítése után merészkedtek át az elhagyott táborba.

## Történelmi megítélése
A csata hozzájárult ahhoz, hogy a muszlimok az ibériai hídfőállásukból ne tudjanak továbbterjeszkedni Európa belseje felé. Ebben az időben a Frank Birodalom és Észak-Itália is erősen széttagolódott, hiányzott a komolyabb muszlim támadás elhárításához szükséges egység. Bár a móroknak még évtizedekig voltak erődítményei a Pireneusok északi oldalán, alapvetően visszahúzódtak az Ibériai-félszigetre. Az első évezred utolsó századaiban további erős támadásokat indítottak a félsziget teljes elfoglalására, de nem jártak sikerrel. Asztúria, a későbbi León ellenállt, és hamarosan csatlakozott hozzá Galicia, a mai Portugália északi része és Navarra hegyes vidéke.
A mai történészek nagy része szerint a csata jelentőségét évszázadokon át erősen eltúlozták. Az arab támadók tulajdonképpen zsákmányért portyáztak, és ha győznek, sem lettek volna képesek meghódítani, megtartani a Pireneusokon túli területeket. A hadjárat igazi vesztese Odo, Akvitánia hercege volt, aki 11 évvel korábban még vissza tudta verni a behatoló arabokat, ezúttal azonban Martell Károly segítségére szorult, és el kellett fogadnia hűbérurának a frank királyt.
A győzelemmel Martell Károly hatalmas tekintélyt nyert az országban.